# Hypagyrtis nullaria
Hypagyrtis nullaria är en fjärilsart som beskrevs av Jacob Hübner 1793. Hypagyrtis nullaria ingår i släktet Hypagyrtis och familjen mätare. Inga underarter finns listade i Catalogue of Life.